# Eddie Roux
Pour les articles homonymes, voir Roux (patronyme).
Eddie Roux est un botaniste né le 24 avril 1903 en Afrique du Sud. Il est membre du Parti communiste sud-africain très impliqué dans l'opposition interne à l'apartheid. Il est mort le 2 mars 1966.

## Jeunesse
Son père Phillip R. Roux, est un afrikaner très impliqué dans le parti travailliste, il exerce le métier de pharmacien et de botaniste. Sa mère, Edith May Wilson est anglaise. Il grandit dans la vallée de Bezuidenhout, à Johannesbourg. La vision politique de Roux est inspirée par les événements de la révolution russe de 1917. Après ses études au lycée de Jeppe, il est admis à l'université du Witwatersrand, où il étudie la botanique et la zoologie. Par ailleurs, dans cette faculté il rencontre Sidney Bunting, un membre dirigeant du nouveau parti communiste sud-africain. Dès lors il prend part à des manifestations contre la politique de Jan Smuts. En 1925, il obtient un diplôme en biologie et une bourse d'études à l'université de Cambridge. En 1926, il étudie au Downing College de Cambridge. Il termine son doctorat à Cambridge en 1929 et il revient en Afrique du Sud. 
Il épouse Winifred Mary Lunt qu'il a rencontrée alors qu'il travaillait sous la direction de Lancelot Hogen.

## Vie politique
À l'Université de Witwatersrand, il est l'un des pionniers du Parti communiste sud-africain (SACP). En 1924 Eddie Roux militant à la "Ligue de la jeunesse communiste", soutient Buttings pour recruter un maximum de travailleurs noirs. Son opinion politique a été modelée par les événements de la rébellion de 1922. À l’Université de Cambridge, sous l'influence du conférencier Frederick Frost Blackman, il révise son jugement en allant rejoindre le "Club des travailleurs communistes" afin d'y débattre au sein du groupe Heretics. C'est ainsi qu'il est désigné pour assister au Sixième congrès du Komintern (aussi connu sous le nom d'Internationale communiste) qui a lieu en juillet/août 1928 à Moscou. En 1929, il fait la connaissance de Lancelot Hogben, professeur de biologie titulaire d'une chaire de zoologie à l’université du Cap. En 1930, il rentre à Johannesbourg et intègre la direction du SACP et devient le rédacteur en chef de l'hebdomadaire Umsebnzi. Il en est expulsé en 1936 en raison de son soutien à la Ligue des droits de l'Afrique du Sud et à la République noire, sa vision des choses est contraire à l'approche centralisée stalinienne impulsée par le changement idéologique du SACP. Sans emploi, ni perspective de carrière universitaire, il est contraint d'accepter un travail de nettoyeur dans les piscines municipales.

## Carrière académique
Mais la politique raciale régnant en Afrique du Sud, Roux est soumis à une ordonnance d'interdiction par le ministre de la Justice John Vorster en 15 décembre 1964. Cet anathème l'empêche de tout enseignement dans une université et même d'y faire entrer quoi que ce soit (livres, ouvrages, ou publications universitaires).
Son ami Izak Donen de l'Université du Cap, étant intervenu, il obtient un poste de chercheur en 1937 qui le conduit, avec un collègue, à découvrir la présence de vitamine A dans les foies de poissons d'Afrique du Sud. Ils se constituent en une société privée afin de financer de nouvelles recherches. En 1948, Eddie Roux rejoint la station de recherche Frakenwald de l’Université du Witwatersrand à la demande de John Phillips, à la recherche sur les vitamines, pommes de terre, antibiotiques, herbicides et écologie des prairies. En 1962, il obtient un poste de professeur à l'université. 
Il écrit plusieurs livres, dont un dictionnaire de termes socialistes traduits dans les langues africaines, une biographie de Sidney Bunting et plusieurs articles et manuels scolaires sur la biologie. Pour améliorer les compétences linguistiques des Noirs, il publia en 1938 un livre intitulé Anglais facile pour les Africains.

## Publications
- S.P. Bunting (1944)
- Harvest and Health in Africa
- The Veld and the Future
- Time Longer than Rope: A History of the Black Man's Struggle for Freedom in South Africa (1948)
- Botany for Medical Students
- A First Year Plant Physiology
- Rebel Pity: The Life of Eddie Roux (1970)
- Grass: The Story of Frakenwald